# Schronisko pod Jaworowym
Schronisko pod Jaworowym – schronisko turystyczne istniejące w latach 30. i 40. XX wieku pod szczytem Małego Jaworowego w Beskidzie Morawsko-Śląskim na wysokości ok. 880–900 m n.p.m.

## Historia
Po 1918 roku Niemiec Otto Schwarz pod bocznym wierzchołkiem Jaworowego (znanym jako Mały Jaworowy) wybudował swój prywatny pensjonat. Znajdował się on w odległości ok. 10 minut drogi od dużego schroniska Beskidenvereinu (BV), w okolicy późniejszej górnej stacji kolejki linowej. W 1930 budynek został przebudowany przez Waltera Schrödera, najemcę schroniska BV. Po kilku latach sprzedał on pensjonat trzynieckiemu oddziałowi frydeckiej kasy oszczędności, który to oddział z kolei wydzierżawił, a w 1935 roku sprzedał go Klubowi Czechosłowackich Turystów – Oddziałowi w Trzyńcu. Z uwagi na dotychczasowe wieloletnie związki Jaworowego z turystyką niemiecką uroczystość otwarcia schroniska KČST miała charakter czeskiej manifestacji narodowej, w której uczestniczyło 3000 ludzi.
Obiekt był wówczas zelektryfikowany, wyposażony w bieżącą wodę i centralne ogrzewanie. Dysponował dwiema jadalniami i 21 pokojami z więcej niż 35 miejscami noclegowymi na łóżkach (w 1936 było to już 45 łóżek w 20 pokojach i sala wspólna dla 25 osób). Jego gospodarzem został niejaki Zahor, Słowak pracujący wcześniej w schronisku Štefánika pod Dziumbierem.
Pod koniec 1938 roku, po zajęciu Zaolzia przez Polskę, ogołocony z wyposażenia budynek przekazano Komunalnej Kasie Oszczędności w Cieszynie, która planowała urządzić w nim wzorowany na obiektach Ligi Popierania Turystyki hotel turystyczny. W 1939 roku budynek wydzierżawiono Towarzystwu Gimnastycznemu Sokół. Jeszcze w maju 1939 w budynku trwały prace związane z kompletowaniem wyposażenia. Przed wybuchem II wojny światowej schronisko dysponowało kilkudziesięcioma miejscami noclegowymi – podawane są liczby 47 łóżek w 22 pokojach (maj 1939) oraz 80 łóżek (czerwiec – lipiec 1939).
Obiekt spłonął w maju 1945 roku wskutek działań wojennych.

## Szlaki turystyczne
Stan z lat 1934–1939
- z Trzycieża przez Rzekę – ↑ 3 h,
- - z Trzyńca przez Guty – ↑ 3 h,
  - dalej w kierunku Jaworowego i Ropicy,
- z Trzyńca przez Oldrzychowice – ↑ 3–3,5 h[3][9][10]